# William A. Bradley
William Albert Bradley (* 25. Februar 1794 in Connecticut; † 28. August 1867) war ein US-amerikanischer Politiker. Zwischen 1834 und 1836 war er Bürgermeister von Washington, D.C.

## Werdegang
Die Quellenlage über William Bradley ist sehr schlecht. Er war zwischenzeitlich Kassierer bei der Bank of Washington und Anfang der 1850er Jahre Posthalter der Stadt Washington. Im Jahr 1851 erwarb er Analostan Island, das heutige Theodore Roosevelt Island. Er nutzte die Insel für Erholungszwecke. Während des Bürgerkrieges wurde die Insel von Truppen der Union als Krankenstation genutzt.
Die Parteizugehörigkeit Bradleys ist nicht überliefert. Im Jahr 1834 wurde er zum Bürgermeister der Bundeshauptstadt Washington gewählt. Dieses Amt bekleidete er zwischen dem 9. Juni 1834 und dem 13. Juni 1836. Erwähnenswert ist, dass bis 1871 der Bürgermeister von Washington nicht den gesamten District of Columbia verwaltete. Die damals selbständige Stadt Georgetown stellte bis 1871 ihren eigenen Bürgermeister. Später war Bradley einer der Direktoren der Chesapeake & Ohio Canal Company. Er starb am 28. August 1867.